# Royal Castle
Royal Castle ist eine trinidadische Schnellrestaurantkette. Das Unternehmen führte in den 1960er-Jahren das Konzept des Schnellrestaurants in Trinidad ein und ist heute das drittgrößte Unternehmen am Markt.

## Geschichte
Royal Castle wurde 1968 von zwei trinidadischen Ehepaaren gegründet, Irene und Vernon Montrichard und Marie und Ray Permenter. Als sie die erste Filiale in der Frederick Street in Port of Spain eröffneten, war es das erste Fast-Food-Restaurant des Landes. Die Gründung fiel in eine Phase des Aufbruchs nach der Unabhängigkeit des Landes 1962, als die Gründung eigener Wirtschaftsunternehmen die Abhängigkeit von der ehemaligen Kolonialmacht Großbritannien verringern sollten. Der nationalistische Grundgedanke spiegelt sich noch heute im Firmenmotto „Our culture, our taste“ (auf Deutsch etwa Unsere Kultur, unser Geschmack) wider.
Die Expansion des Unternehmens verlief reibungslos, bis Mitte der 1970er-Jahre Kentucky Fried Chicken nach Trinidad expandierte und schnell die Marktführerschaft übernahm. Royal Castle passte sich dem Auftreten von Kentucky Fried Chicken an, investierte in Werbung und blieb die zweitgrößte Schnellrestaurantkette des Landes. 1992 trat die US-Kette Subway in den Markt ein und belegte nach einiger Zeit Platz 2 der umsatzstärksten Ketten. 2016 belegte Royal Castle weiterhin Platz 3, noch vor international erfolgreichen US-Ketten wie Burger King, Church’s Chicken, Pizza Hut, Taco Bell oder Wendy’s.

## Unternehmen
Über Jahrzehnte hinweg wurden die Geschäfte des Unternehmens von Marie Permenter geführt. Seit 2005 ist Sandy Roopchand die Geschäftsführerin des Unternehmens. Mitte 2018 betrieb das Unternehmen 37 Filialen, die meisten davon in Trinidad und Tobago, sechs in Guyana. Ein weiteres Standbein neben den Schnellrestaurants ist der Vertrieb der selbstproduzierten, in den Gastronomiebetrieben angebotenen Chilisauce; die „Trinidad Habanero Pepper Sauce“ wird unter anderem in 35 Bundesstaaten der Vereinigten Staaten stationär sowie landesweit in den Restaurants der Kette Planet Hollywood angeboten.

## Angebot
Das Angebot von Royal Castle ist zu großen Teilen mit den Angeboten der ebenfalls in Trinidad vertretenen, US-amerikanischen Konkurrenten identisch. Royal Castle hat dabei das Image, weniger frequentiert, weniger laut und ein bisschen dreckiger zu sein als die Konkurrenz. Wie viele der in Trinidad ansässigen Fast-Food-Ketten unterhält Royal Castle einen Heimlieferservice.

### Speisen
Das beliebteste Gericht sind gewürzte, frittierte Hühnerteile mit Knochen. Der Kunde kann dabei, wenn er möchte, zwischen zwei verschiedenen Brustteilen, Schenkeln, Beinen und Flügeln wählen. Die Hähnchenteile werden typischerweise als „Combo“ (Menü) in Verbindung mit einer Beilage und einem Softdrink bestellt. Das Hühnerfleisch und alle Würzmittel des Angebots stammen aus trinidadischer Produktion. Neben Hühnerteilen werden Burger und frittierter Fisch angeboten. Beilagen sind Pommes frites, Kartoffelsalat, Krautsalat (coleslaw) oder grüner Salat.

### Getränke
Im Gegensatz zu seinen ebenfalls in Trinidad vertretenen, US-amerikanischen Konkurrenten bietet Royal Castle den Softdrink Mauby an, ein in der Karibik heimisches Getränk auf Basis von Rindenextrakten. Darüber hinaus sind Softdrinks, gesüßte Säfte und Wasser im Angebot.